# Яцків Володимир Васильович
Володи́мир Васи́льович Я́цків (3 вересня 1974, село Олексинці, Тернопільська область) — український військовик, полковник, командир 51-ї окремої механізованої бригади (жовтень 2012 — травень 2014), учасник російсько-української війни.

## Життєпис
Народився 3 вересня 1974 року в селі Олексинці Тернопільської області.
З 1981 по 1989 рік навчався у восьмирічній школі. З 1989 по 1991 рік навчався в Калінінському СВУ.
У 1991 році вступив до Київського Вищого загальновійськового командного училища, а в серпні 1992 року був переведений до Одеського інституту Сухопутних військ, який закінчив у 1995 році.
З 1995 по 2012 роки пройшов кар'єрний шлях від командира механізованого взводу механізованого полку до заступника командира 24-ї окремої механізованої бригади.
Станом на 2012 рік двічі перебував за кордоном у складі миротворчих місій.
2012 року призначений командиром 51-ї окремої механізованої бригади.
У травні 2014 року відсторонений від керівництва 51-ю бригадою.

## Нагороди
Нагороджений медалями та відзнаками ЗС України та ООН. Зокрема,
- пам'ятним нагрудним знаком «Воїн-миротворець»;
- медаллю «За сумлінну службу» (ІІ ступеня);
- медаллю «За миротворчу діяльність»;
- почесним нагрудним знаком «За досягнення у військовій службі» (ІІ ступеня);
- медаллю «За сумлінну службу» (І ступеня) тощо.

Одружений. Виховує двох дітей.